# غوستاف إيكي
غوستاف إميل فيلهلم إيكي (13 يونيو 1896- 17 ديسمبر 1971 م)، كان مؤرخًا ألمانيًا وأمريكيًا في وقت لاحق للفن إشتهر بالكتابة على الأثاث المنزلي الصيني. نُشر هذا الفن لأول مرة في زمن الحرب في الصين في عام 1944 م. قدم الكتاب جمالية شكل فني مهمل لـ العلماء والخبراء ووصفوا تقنيات البناء لصانعي الخزائن. كان أول كتاب في أي لغة عن الأثاث الخشبي الصيني الكلاسيكي.